# Uruana (kommun)
Uruana är en kommun i Brasilien.   Den ligger i delstaten Goiás, i den centrala delen av landet, 180 km väster om huvudstaden Brasília. Antalet invånare är 13 821.
Följande samhällen finns i Uruana:
- Uruana

Omgivningarna runt Uruana är huvudsakligen savann. Runt Uruana är det ganska glesbefolkat, med 23 invånare per kvadratkilometer.